# Distrito de Otlukbeli
Otlukbeli es un distrito de Turquía en la Provincia de Erzincan en la región de Anatolia Oriental. El alcalde es Abdullah Altındal del Saadet Partisi. 